# Petrus Kiers

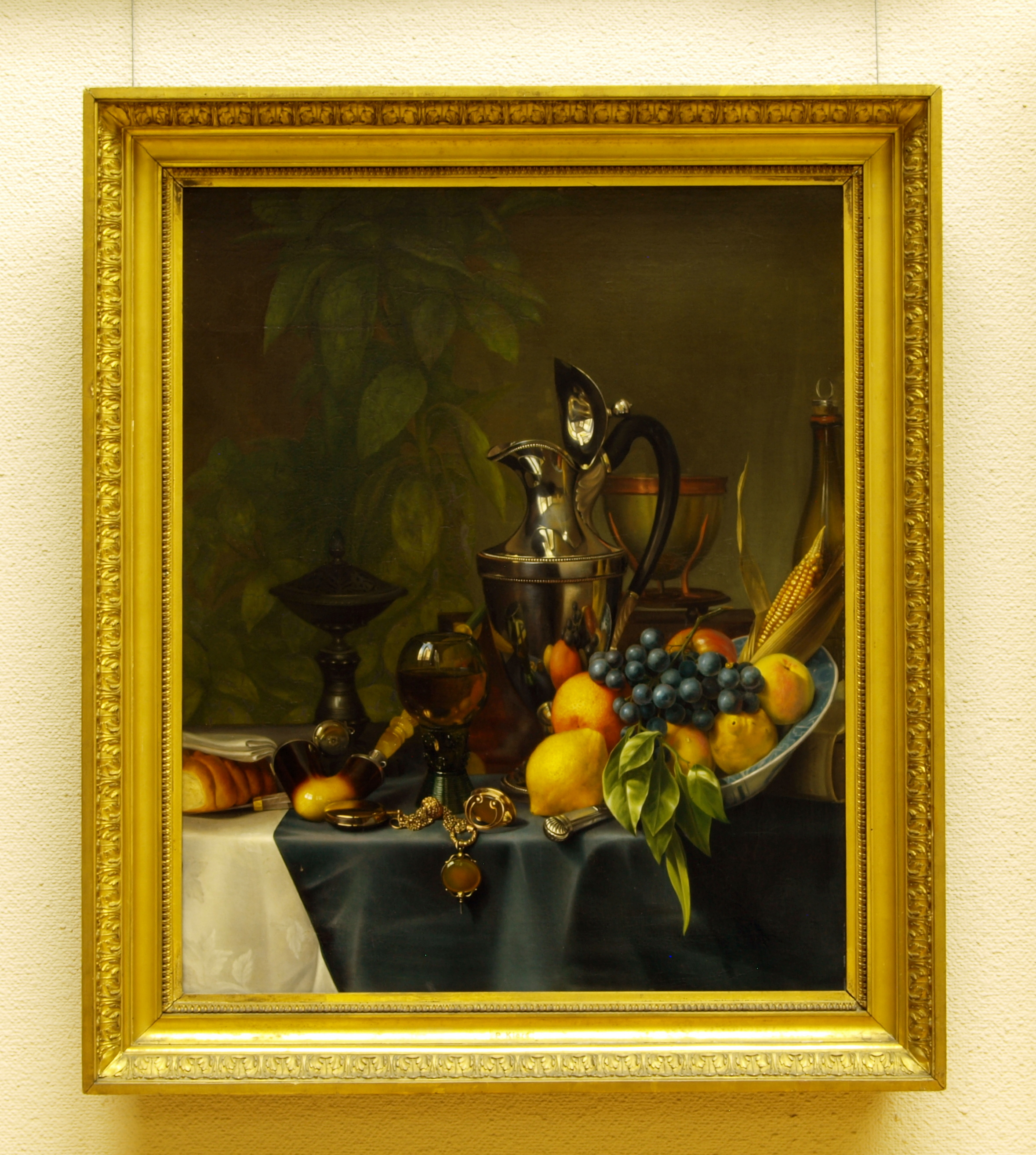
Csendélet (1830, Teylers Múzeum)

Petrus Kiers (Meppel, 1807. január 5. – Amszterdam, 1875. november 17.) holland festőművész, rajzoló, lenyomatkészítő és fotográfus.

## Életútja
Az észak hollandiai kisvárosban, Meppelben született. 1820-ban költözött Amszterdamba, ahol feleségül vette Elisabeth Alida Haanen festőművésznőt. 1825–1826-ban az amszterdami szépművészeti akadémián (hollandul: Rijksakademie van beeldende kunsten) tanult Douwe de Hoop vezetésével. 1839-től tagja volt az amszterdami művészegyesületnek, az Arti et Amicitiae-nek, majd a Kunstbevorderend Genootschap V.W.-nek is. 1841-ben ezüstérmese lett a Felix Meritis versenynek egy romantikus, mosónőt ábrázoló kompozícióval. Gyermekei, George Lourens Kiers és Catharina Kiers követték apjuk hivatását és festőművészek lettek. Elsősorban csendéletei és zsánerképei voltak ismertek, valamint a romantikus, gyertyafényes jeleneteket ábrázoló festményei.